# Liste der österreichischen Botschafter in Rumänien
Liste der österreichischen Gesandten (und seit dem 26. September 1963: Botschafter) in Rumänien.

## Missionschefs
Am 23. Dezember 1861 wurde ein österreichisches Generalkonsulat in Bukarest eingerichtet, das mit der staatlichen Anerkennung des Fürstentum Rumänien am 23. Oktober 1878 zur österreichisch-ungarischen Gesandtschaft erhoben wurde.
| Bild                                                                                                   | Name                                                  | Ernennung     | Abberufung    | Ernannt von | Akkreditiert während | Anmerkungen                                           |
| --- | ----------------------------------------------------- | ------------- | ------------- | ----------- | -------------------- | ----------------------------------------------------- |
| 1878: Aufnahme diplomatischer Beziehungen                                                              |                                                       |               |               |             |                      |                                                       |
| | Ladislaus von Hoyos (* 1834; † 1901)                  | 2. Nov. 1878  | 13. März 1882 |             |                      | 1883 bis 1894: Botschafter in Frankreich              |
| | Ernst von Mayr                                        |               |               |             |                      | 1878 bis 1881: Botschafter in den Vereinigten Staaten |
| Agenor von Gołuchowski                                                                                 | Agenor von Gołuchowski (der Jüngere) (* 1849; † 1921) | 22. Feb. 1887 | 27. Sep. 1894 |             |                      |                                                       |
| | Rudolf von Welsersheimb (* 1842; † 1926)              | 15. Okt. 1894 | 12. Okt. 1895 |             |                      |                                                       |
| Alois Lexa von Aehrenthal                                                                              | Alois Lexa von Aehrenthal                             | 4. Nov. 1895  | 26. Jan. 1899 |             |                      |                                                       |
| | János von Pallavicini                                 | 26. Jan. 1899 | 5. Okt. 1906  |             |                      |                                                       |
| | Johann von Schönburg-Hartenstein                      | 19. Okt. 1906 | 25. März 1911 |             |                      |                                                       |
| | Karl Emil zu Fürstenberg (* 1867; † 1945)             | 25. März 1911 | 8. Okt. 1913  |             |                      |                                                       |
| | Ottokar von Czernin                                   | 25. Okt. 1913 | 27. Aug. 1916 |             |                      |                                                       |
| 1916: Abbruch der Beziehungen infolge des Ersten Weltkriegs                                            |                                                       |               |               |             |                      |                                                       |
| 1920: Aufnahme diplomatischer Beziehungen                                                              |                                                       |               |               |             |                      |                                                       |
| | k. A.                                                 | 27. Aug. 1920 |               |             |                      |                                                       |
| | Wilhelm Storck                                        | 27. Dez. 1920 | 1922          |             |                      |                                                       |
| | Hans von Cnobloch                                     | Nov. 1922     | 30. Juni 1925 |             |                      |                                                       |
| | Alois Vollgruber                                      | 1933          | 1934          |             |                      |                                                       |
| | k. A.                                                 | 1934          |               |             |                      |                                                       |
| 1938 bis 1945: Unterbrechung der Beziehungen infolge des Anschlusses Österreichs an das Deutsche Reich |                                                       |               |               |             |                      |                                                       |
| | Herbert Schmidt                                       | 1947          | 1951          |             |                      | Pol. Vertreter                                        |
| | Rudolf Baumann                                        | 1951          | 1953          |             |                      | Pol. Vertreter                                        |
| | k. A.                                                 | 1953          | 1955          |             |                      |                                                       |
| 1955: Aufnahme diplomatischer Beziehungen                                                              |                                                       |               |               |             |                      |                                                       |
| | Albert Filz                                           | 1955          | 1958          |             |                      | Gesandter                                             |
| | Franz Herbatschek                                     | 1958          | 1961          |             |                      | Gesandter                                             |
| | Paul Wetzler                                          | 1962          | 1965          |             |                      | Gesandter                                             |
| | Johann Manz                                           | 1965          | 1968          |             |                      | Botschafter                                           |
| | Eduard Tschöp                                         | 1968          | 1972          |             |                      |                                                       |
| | Werner Sautter                                        | 1972          | 1975          |             |                      |                                                       |
| | Franz Wunderbaldinger                                 | 1975          | 1979          |             |                      |                                                       |
| | Andreas Somogyi                                       | 1979          | 1983          |             |                      |                                                       |
| | Andreas Berlakovich                                   | 1983          | 1988          |             |                      |                                                       |
| | Berta Braun                                           | 1988          | 1990          |             |                      |                                                       |
| | Christoph Parisini                                    | 1990          | 1994          |             |                      |                                                       |
| | Paul Ullmann                                          | 1994          | 1997          |             |                      |                                                       |
| | Karl Vetter von der Lilie                             | 1998          | 2002          |             |                      |                                                       |
| | Christian Zeileissen                                  | 2002          | 2007          |             |                      |                                                       |
| | Martin Eichtinger                                     | 2007          | 2010          |             |                      |                                                       |
| | Michael Schwarzinger                                  | 2010          | 2014          |             |                      |                                                       |
| | Gerhard Reiweger                                      | 2014          | 2017          |             |                      |                                                       |
| | Isabel Rauscher                                       | 2017          | 2021          |             |                      | Botschafter                                           |
| | Adelheid Folie                                        | 2021          |               |             |                      | Botschafter                                           |

Quelle: Evidenzstelle des Österreichischen Außenministeriums, Österreichischer Amtskalender